# Route 9 (Uruguay)
Pour les articles homonymes, voir Route 9.
La route 9 (espagnol : ruta 9) est l'une des routes nationales de l'Uruguay. Elle traverse le pays d'ouest en est, en passant par les départements de Canelones, Maldonado et Rocha. Il a été désigné sous le nom de « Coronel Leonardo Olivera », par la loi 14361 du 17 avril 1975, en l'honneur des militaires de la Révolution orientale.
Son parcours croise la route 8 et se termine au poste frontière avec le Brésil situé dans la ville de Chuy. Sa longueur totale est de 276 km. À la frontière, elle communique avec l'autoroute BR-471 au Brésil.

## Localités
Canelones :
- La Querencia
- Capilla de Cella

Maldonado :
- Solís Grande
- Gregorio Aznárez
- Cerros Azules
- Estación Las Flores
- Pan de Azúcar
- San Carlos

Rocha :
- Rocha
- 19 de Abril
- Castillos
- La Esmeralda
- Punta del Diablo
- Santa Teresa
- La Coronilla
- Chuy

## Caractéristiques
Cette route fait partie du corridor international qui relie la ville de Montevideo au Brésil en passant par Chuy. Il est construit dans tout son tracé par de l'asphalte et son état est très bon.